# 서울중평초등학교
서울중평초등학교는 대한민국 서울특별시 노원구 하계동에 있는 공립 초등학교이다.

## 연혁
- 1988년 9월 28일 설립인가
- 1989년 4월 25일 서울중평국민학교 개교
- 1996년 3월 1일 현재 교명으로 개칭
- 2010년 10월 3일 체육관(어울채) 준공
- 2014년 1월 13일 고화질 CCTV 설치
- 2016년 2월 5일 제27회 졸업식(345명)
- 2016년 8월 23일 옥상 방수 공사, 실내 도색, 장애인 안전바 설치
- 2017년 2월 10일 제28회 졸업식(323명)
- 2017년 8월 23일 교실 바닥 교체 공사
- 2018년 2월 9일 제29회 졸업식(290명)
- 2018년 5월 26일 학교 정문 교체 공사
- 2018년 8월 26일 운동장 및 주차장 개선공사
- 2018년 9월 1일 제9대 문제원 교장 부임
- 2019년 1월 12일 교실 방충망 설치, 교사동 남화장실 칸막이 설치
- 2019년 2월 14일 제30회 졸업식(286명)
- 2019년 3월 31일 방과후 영어교실 환경개선공사
- 2019년 5월 21일 방송실 기자재 구입
- 2019년 6월 10일 방송실 환경개선공사
- 2019년 8월 19일 보건실 환경개선공사
- 2019년 9월 1일 중앙현관, 복도 및 계단 리모델링, 방충망, 방음벽 설치
- 2019년 11월 1일 학교 정원 공사
- 2019년 12월 20일 교사동 신축(가온채), 도서관(책벗누리) 및 교실 6개 신축
- 2020년 2월 11일 제31회 졸업식(310명)

## 상징
- 교화(校花) - 개나리: 새 희망, 참사랑, 힘찬 생명력
- 교목(校木) - 소나무 : 나라사랑, 꿋꿋한 사랑, 굳은 의지

## 참고 자료
- 서울중평초등학교 - 한국교육학술정보원 학교알리미